# Daniel Martin
Daniel Cristian Martin (2000. október 5. –) kétszeres ifjúsági olimpiai ezüstérmes román úszó.

## Élete
14 esztendősen Tbilisziben, a 2015. évi nyári európai ifjúsági olimpiai fesztiválon, a fiú 200 méteres hátúszás döntőjében – 2:04,92-es időeredménnyel, a 33 fős mezőnyben – bronzérmesként állhatott fel a dobogóra. Ugyanitt 100 méter háton 9. lett, míg a 13. helyen végzett három versenyszámban is (100 m pillangó, 200 m vegyes, 4 × 100-as gyorsúszás).
A 2017-es netánjai junior úszó-Európa-bajnokságon ezüstérmes lett 200 méter háton, majd az indianapolisi junior úszó-világbajnokságon bronzérmet szerzett 100 méter háton. A következő év júliusában, a 2018-as junior Eb-nek otthont adó finn fővárosban, Helsinkiben, a 100 méteres hát döntőjét országos csúccsal a második helyen zárta, októberben pedig, a Buenos Airesben rendezett nyári ifjúsági olimpián a 100 és a 200 méteres hátúszás fináléjában ugyancsak ezüstérmet szerzett, úgy hogy 200 méteren országos csúcsot is úszott. Ugyanitt az SCM Bacău 18 esztendős versenyzője, a 100 méteres pillangó fináléjában a 7. helyen zárt.
2019-ben, a skóciai Glasgow-ban rendezett rövid pályás úszó-Európa-bajnokságon, ahol négy versenyszámban is rajthoz állt (50, 100 és 200 m háton, 100 m vegyesen), a legjobb eredménye egy 24. hely lett (200 méter háton).